# Constanza Schönhaut
Constanza Schonhaut Soto (Santiago, 31 de enero de 1989) es una abogada y política chilena. Militante y fundadora del Frente Amplioy de Convergencia Social. En 2021 fue electa como Convencional Constituyente por el Distrito 11 para integrar la Convención Constitucional, órgano encargado de redactar una nueva constitución.

## Estudios y publicaciones
Nació en 1989 en la ciudad de Santiago. Cursó sus estudios en el colegio municipal San Francisco del Alba. En 2007 inició sus estudios superiores ingresando al programa de Bachillerato y luego a la carrera de Derecho, ambos en la Universidad de Chile.
Se tituló como abogada de la Facultad de Derecho de la Universidad de Chile y entre 2018 y 2019 cursó los diplomados de Derecho Público Económico y de Género y Políticas Públicas Globales, en la misma casa de estudio. 
Ha publicado artículos en materia de género y también en el ámbito del derecho administrativo.

## Trayectoria política y profesional
Se inició en política como dirigenta estudiantil desde 2006. Durante su paso por la universidad ejerció distintos cargos de representación. Entre ellos, durante las movilizaciones estudiantiles de 2011, fue electa Consejera FECh. Participó de trabajos voluntarios y de colectivos políticos de izquierda, radicando su militancia en Izquierda Autónoma. 
Luego, en 2016, participó de la constitución del Movimiento Autonomista, donde fue electa como la primera Secretaria General para el periodo 2017-2018. Desde esta organización, junto a otros partidos y movimientos de izquierda, fue impulsora de la conformación del Frente Amplio, de la candidatura presidencial de Beatriz Sánchez y, luego, del partido Convergencia Social, siendo parte de sus miembros fundadores.
En 2016, además, ejerció como jefa del gabinete del diputado por la Región de Magallanes y de la Antártica Chile, Gabriel Boric.
Durante el estallido social trabajó como abogada colaboradora del INDH, haciendo observaciones en las comisarías de Santiago a personas detenidas en ese contexto y canalizando las denuncias por vulneraciones de Derechos Humanos.
En 2021 compitió en las elecciones de Convencionales Constituyentes, disputando un cupo en el Distrito 11, resultando electa con 21 459 votos, convirtiéndose en la tercera mayoría distrital.
El día de la instalación de la Convención Constitucional se le delegó la entrega del reglamento propuesto por la Articulación Feminista Elena Caffarena a la mesa ejecutiva. Luego, durante el proceso, participó de la Comisión de Participación Popular y Equidad Territorial; de Sistema Político, Gobierno, Poder Legislativo y Sistema Electoral; de Normas Transitorias; y de la articulación de constituyentes feministas para la elaboración de normas con perspectiva de género.
Entre 2022 y 2023 se desempeñó como Coordinadora Política Regional -a cargo de las relaciones políticas con delegados presidenciales regionales y provinciales- desde el gabinete de la ministra del Interior, Carolina Tohá.
Fue elegida como una de las 100 jóvenes líderes de 2021 por la revista El Sábado de El Mercurio. También ha sido panelista en distintos espacios radiales y televisivos, entre ellos, El primer café de radio Cooperativa, Conexión Tele13 de Tele13 Radio y Mesa central de Canal 13.

## Historial electoral

### Elecciones de convencionales constituyentes de 2021
- Elecciones de convencionales constituyentes por el distrito 11 (Peñalolén, Las Condes, La Reina, Vitacura y Lo Barnechea), Región Metropolitana[15]

| Candidato                   | Pacto                          | Partido | Votos  | %     | Resultado                  |
| --------------------------- | ------------------------------ | ------- | ------ | ----- | -------------------------- |
| Marcela Cubillos Sigall     | Vamos por Chile                | ILXP    | 84 055 | 21,85 | Convencional constituyente |
| Hernán Larraín Matte        | Vamos por Chile                | Evopoli | 29 373 | 7,63  | Convencional constituyente |
| Constanza Schonhaut Soto    | Apruebo Dignidad               | CS      | 21 536 | 5,60  | Convencional constituyente |
| Constanza Hube Portus       | Vamos por Chile                | UDI     | 18 804 | 4,89  | Convencional constituyente |
| Bernardo Fontaine Talavera  | Vamos por Chile                | ILXP    | 16 745 | 4,35  | Convencional constituyente |
| Soledad Mella Vidal         | La Lista del Pueblo            | ILXT    | 12 839 | 3,34  |                            |
| Paulina Kantor Pupkin       | Vamos por Chile                | Evopoli | 12 453 | 3,24  |                            |
| Patricio Fernández Chadwick | Lista del Apruebo              | Ind-PL  | 11 886 | 3,09  | Convencional constituyente |
| Sara Larraín Ruiz-Tagle     | Lista del Apruebo              | ILYB    | 11 320 | 2,95  |                            |
| Henry Boys Loeb             | Independiente (Fuera de Pacto) | Ind.    | 11 022 | 2,87  |                            |
| Mariana Aylwin Oyarzún      | Independientes por Chile       | ILZY    | 10 690 | 2,78  |                            |
| Carolina Pérez Dattari      | Apruebo Dignidad               | RD      | 4393   | 1,14  |                            |
| Javiera Toro Cáceres        | Apruebo Dignidad               | COM     | 4389   | 1,14  |                            |

### Elecciones municipales de 2024
- Elecciones municipales de 2024 para la alcaldía de Las Condes

| Candidato                  | Pacto                                     | Partido | Votos  | %     | Resultado |
| -------------------------- | ----------------------------------------- | ------- | ------ | ----- | --------- |
| Catalina San Martín Cavada | Fuera de pacto                            | Ind     | 77 560 | 39,92 | Alcaldesa |
| Marcela Cubillos Sigall    | Fuera de pacto                            | Ind     | 75 714 | 38,97 |           |
| Constanza Schönhaut Soto   | Contigo Chile Mejor                       | FA      | 20 453 | 10,53 |           |
| Marcela Cubillos Hevia     | Izquierda Ecologista Popular              | Ind-PH  | 11 925 | 6,14  |           |
| Igor Contreras Jeria       | Ecologistas, Animalistas e Independientes | AVP     | 5 028  | 2,59  |           |
| Ángel Rozas Díaz           | Partido de la Gente e Independientes      | PDG     | 3 590  | 1,85  |           |